# Тъкачен стан
Стан пренасочва насам.  За селото в България вижте Стан (село).
Тъкачният стан е устройство (машина) за тъкане на платове или черги и килими (най-общо тъкани). Основното предназначение на тъкачния стан е да държи отделните конци (нишки) на тъканта опънати. По този начин е възможно преплитането на отделните надлъжни и напречни конци (прежда). Първоначално тъкачните станове са примитивни, изработени от дърво и всички операции се извършват ръчно. По-късно са създадени механизирани станове с различни конструкции. Независимо от механизирането на процеса и увеличаване на скоростта, принципът на действие и създаване на тъканите остава един и същ.

## История
Тъка̀нето е процес, при който с помощта на совалка преждата (вътъкът) се прекарва между нишките на изработваната тъкан. Всеки следващ ред на тъканта се създава чрез премесване на „горните“ нишки надолу а на „долните“ нишки нагоре. След това совалката отново се прекарва между нишките и процесът се повтаря.
Най-ранните станове датират от 5-о хилядолетие преди новата ера и се състоят от греди, оформящи рамка така, че да управляват два успоредни реда нишки. С повдигането на единия набор спрямо другия и прекарването напречно на друга нишка е възможно нишките да се преплетат плътно и да се получи платно.
Механизираният тъкачен стан на Едмънд Картрайт (1784) е една от машините в основата на Индустриалната революция

## Ръчен стан
Ръчният стан за домашна употреба, е устойчива конструкция от греди под формата на правоъгълник. Състои се от два масивни дървени цилиндъра, поставени в двата края – за намотаната основа и за навиване на изтъкания плат. Тези цилиндри са популярни с наименованието кросно. Тъй като в процеса на тъкането нишката трябва да е добре опъната, и двете имат възможност да се въртят около оста си за натягането на нишките от основата и да се застопоряват. Всяка отделна от намотаните нишки след това преминава през т. нар. нищелки. Те са най-малко две, но могат да бъдат и повече. Нищелките чрез педали се задвижват във вертикална посока. Така два съседни конеца прокарани през нищелките винаги имат различно пространствено положение – единият е нагоре, а другият е надолу. Непосредствено до нищелките (в посока на тъкача) се намира т. нар. бърдо. Представлява масивна дървена рамка с вградена решетка от здрави вертикално поставени дървени пластинки. Подобно на гребен за коса нишките за основата разделени преминават свободно в цялото работно пространство на бърдото. Но с него прокараната напречно на основата нишка се приплесква към прокараната преди това. Совалката е носителката на напречно поставяния конец (вътък). И накрая изтъканото се навива на второто кросно.

### Принцип на действие
Предварително се прави т. нар. насноваване на нишките за основата за цялата ширина и дължина на тъканта. След това наснованите нишки се намотават на кросното, разпределени така както ще бъдат за цялата ширина на изтъканото платно. Всяка нишка поотделно се прекарва през нищелките, бърдото и се завързва за второто кросно. Процесът на тъкане се заключава в задвижване на нищелките – едната нагоре другата надолу, така че да се образува т. нар. зев или пазва, в която се прокарва совалката, оставяйки един конец напречно на основата. Бърдото се дръпва от тъкача към себе си, нишката се избутва към второто кросно и след смяна на положението на нищелките с педалите отново са приплесква, за да е плътно разположена тази до предходната нишка и изтъкания плат да е плътен и здрав.

## Механизиран стан
Съществуват полумеханични, механични и автоматизирани станове, които на свой ред могат да бъдат високопроизводителни, като се прилагат различни механизми. Според конструкцията има плоски и кръгли (например за изработка на ръкави). Според ширината и материала могат да са тесни (с ширина на плата до 100 см) и широки, за леки, средни и тежки тъкани. Според сплитането на нишките има станове за проста плетка (ексцентрични), за ситни шарки (каретъчни) и за едра сложна шарка – такива са жакардовите станове.

## Във фолклора
Популярен израз за неуважение към помощ или забравяне на такава е изразът:
„Изтъка си платното и ритна кросното“.